# Таємниця штормової країни
Таємниця штормової країни (англ. The Secret of the Storm Country) — американська драма режисера Чарльза Міллера 1917 року. Фільм на даний час вважається втраченим.

## У ролях
- Норма Толмадж — Тесс Скіннер
- Едвін Денісон — Орн Скіннер
- Дж. Герберт Френк — Ебенезер Валдерстрікер
- Нілс Велш — Фредерік Грейвс
- Етель Грей Террі — Маделін Валдерстрікер
- Матільда Брунд — місіс Грейвс
- Чарльз Готхолд — містер Янг
- Джулія Херлі — мати Молл
- Вільям Блек — містер Барнетт